# Carey Mulligan
Carey Hannah Mulligan  (Londres, 28 de mayo de 1985) es una actriz británica ganadora de un Premio BAFTA y nominada, entre otros, a los Premios Óscar, SAG, Globo de Oro y Tony. En 2025, recibió el título de «Comandante» de la Orden del Imperio Británico por sus servicios a la actuación. Además, es embajadora de la Alzheimer's Society y de War Child.
Debutó en el cine interpretando a Kitty Bennet en Orgullo y prejuicio (2005), adaptación de 2005 de la novela homónima de Jane Austen. Ha participado en diferentes programas de televisión británicos, incluido un episodio de Doctor Who, papeles recurrentes en Bleak House y The Amazing Mrs. Pritchard y en telefilmes como La abadía de Northanger. En 2008 debutó en Broadway en el montaje de la obra de Anton Chéjov The Seagull, ampliamente reconocida por los críticos.
En 2009 realizó la aclamada cinta An Education (2009), donde interpretó el papel protagónico de Jenny Mellor, una joven con grandes aspiraciones que se deja seducir por un hombre que llega para cambiar su vida. Por este papel fue candidata en la 82.ª edición de los premios Óscar y ganó un BAFTA en la categoría de mejor actriz, entre otros reconocimientos.
También es conocida por su participación en películas como Nunca me abandones (2010), Drive (2011), Shame (2011), The Great Gatsby (2013), Inside Llewyn Davis (2013), Las sufragistas (2015), Wildlife (2018), Promising Young Woman (2020) o Maestro (2023). En televisión, destaca su participación en la miniserie para TV Collateral (2018), de la BBC y emitida en Netflix, donde interpretaba a la detective Kip Glaspie.

## Primeros años
Mulligan nació en Westminster, Londres, Inglaterra, en una familia de clase media. Su padre Stephen es originario de Liverpool y se dedica a la dirección de hoteles. Su madre Nano es de Llandeilo, Gales y es profesora universitaria. Sus padres se conocieron cuando ambos trabajaban en un hotel. Tiene un hermano mayor, Owain, que es capitán en el Ejército Británico y ha servido en Irak y Afganistán. Cuando tenía tres años, su familia se mudó a Alemania cuando su padre fue contratado para administrar un hotel. Mientras vivía en Alemania, ella y su hermano asistieron a la Escuela Internacional de Düsseldorf. Cuando tenía ocho años, ella y su familia se mudaron de regreso a Inglaterra. En su adolescencia, fue educada en Woldingham School en Surrey.
Su interés en la actuación despertó a los seis años, al ver a su hermano trabajando en una producción El rey y yo en su escuela. Durante los ensayos, le suplicó a los profesores para que la dejaran participar en la obra y finalmente permitieron que se uniera al coro. Mientras estaba inscrita en Woldingham School estuvo muy involucrada en el teatro: era la directora estudiantil del departamento teatral, actuando en obras y musicales, realizando talleres con los estudiantes más jóvenes, y ayudando a realizar producciones. Cuando tenía 16 años, asistió a una producción de Enrique V, protagonizada por Kenneth Branagh. Su actuación la envalentonó y reforzó su creencia de que quería seguir su carrera en la actuación. Escribió una carta al correo de Branagh pidiéndole un consejo. «Le expliqué que mis padres no querían que yo actuara, pero que yo sentía que era mi vocación en la vida». La hermana de Kenneth Branagh le contestó: «Kenneth dice que si sientes una necesidad tan fuerte por ser actriz, debes ser actriz».
Sus padres desaprobaron sus ambiciones actorales y deseaban que ella asistiera a una universidad como su hermano. A los 17 años se apuntó a tres escuelas de teatro de Londres, en lugar de las universidades en las que sus padres esperaban que presentara una solicitud, pero no recibió una oferta posterior. Durante su último año en Woldingham School, el actor y guionista Julian Fellowes dictó una conferencia en su escuela por la producción de la película Gosford Park. Mulligan habló brevemente con Fellowes después de la conferencia y le pidió consejos sobre su carrera como actriz. Sin embargo, Fellowes la disuadió de la profesión y le sugirió que se «casara con un abogado» en su lugar. Más tarde envió a Fellowes una carta en la que afirmaba que hablaba en serio acerca de la actuación y que esa vocación era su propósito en la vida. Varias semanas más tarde, la esposa de Fellowes, Emma, invitó a Mulligan a una cena para jóvenes aspirantes a actores que ella y su marido estaban presentando para ofrecer asesoramiento. Esa cena permitió que Mulligan conociera a un asistente de casting que la llevó a una audición para un papel en Orgullo y prejuicio. Audicionó en tres ocasiones y finalmente consiguió el papel de Kitty Bennett. Durante su adolescencia y cumplidos sus veinte, trabajó como camarera en un pub y mensajera para Ealing Studios.

## Carrera

### Década de 2000: Inicios y reconocimiento
En 2004, a la edad de 19, Mulligan hizo su debut profesional en el escenario con la obra Forty Winks en el Royal Court Theatre en Londres. Después realizó su debut cinematográfico al año siguiente con la cinta Orgullo y prejuicio, adaptación cinematográfica de la novela homónima de Jane Austen, interpretando a Kitty Bennet. Más tarde ese año ganó el papel de la huérfana Ada Clare en la adaptación ganadora del premio BAFTA de BBC basada en la novela de Charles Dickens Bleak House, su debut en televisión. Entre sus proyectos de 2007 estuvieron My Boy Jack, protagonizada por Daniel Radcliffe. Mulligan se identifica con su papel de Elsie, quien se opone a gritos a que su hermano vaya a la guerra. Ella ganó el Premio de Constellation por interpretar el personaje de Sally Sparrow en el episodio Parpadeo de la serie Doctor Who. Completó 2007 al aparecer en el aclamado renacimiento de The Seagull, en la que interpretó a Nina para la Arkádina de Kristin Scott Thomas y el Trigórin de Chiwetel Ejiofor. The Daily Telegraph dijo que su actuación fue «extraordinariamente radiante» y The Observer la calificó de «casi insoportablemente conmovedora». A mitad de la producción, tuvo una apendicectomía, que le impidió actuar durante una semana. En 2008 en la transferencia a Broadway de The Seagull, fue nominada a un premio Drama Desk, pero perdió frente a Angela Lansbury.

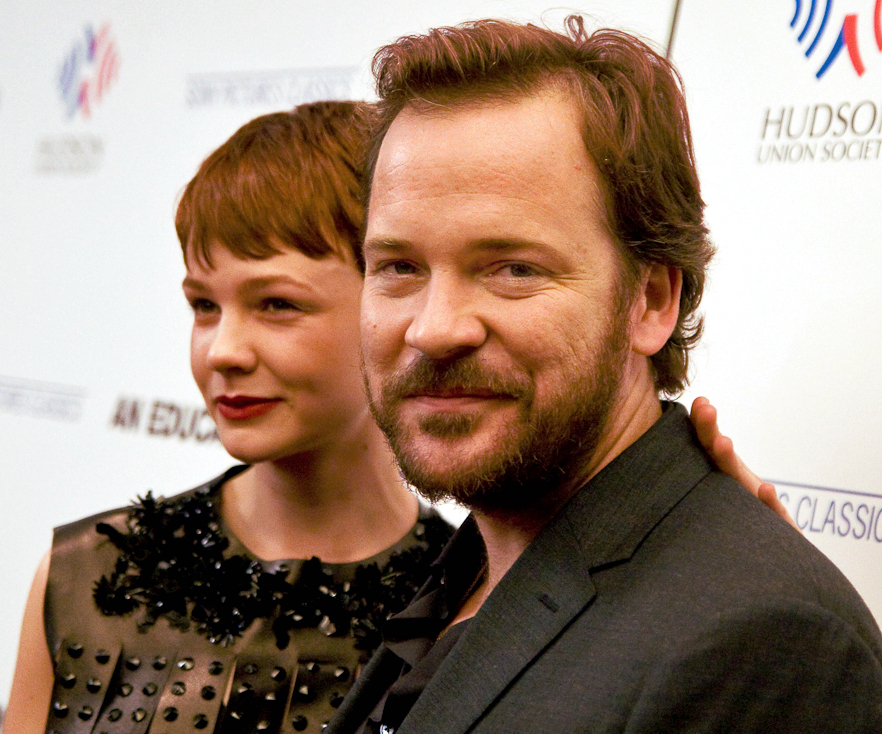
Mulligan con Peter Sarsgaard en la premier de An Education en octubre de 2009

Su gran revelación se produjo cuando a sus 24 años fue elegida para su primer papel protagónico en 2009 como Jenny en la película independiente An Education, dirigida por la cineasta danesa Lone Scherfig y escrita por Nick Hornby. Más de cien actrices audicionaron para este papel, pero Mulligan fue la que más impresionó a Scherfig. La película y la actuación de Mulligan recibieron muy buenas críticas, y fue nominada a un premio de la Academia, un premio del Sindicato de Actores, un Globo de Oro, y ganó un premio BAFTA. Lisa Schwarzbaum de Entertainment Weekly y Todd McCarthy de Variety compararon su actuación con la de Audrey Hepburn. Peter Travers de la revista Rolling Stone la halagó diciendo que había dado un «sensacional debut actoral», mientras que Claudia Puig de USA Today sintió que Mulligan tuvo una de «las mejores actuaciones del año». Toby Young de The Times dijo que ella «ancló la película». El escritor de The Guardian Peter Bradshaw llegó a la conclusión de que ella dio una «actuación maravillosa». Mulligan fue galardonada con el Premio Shooting Stars en el Festival Internacional de Cine de Berlín de 2009 y recibió una nominación a los Premios BAFTA en la categoría Rising Star, que es votada por el público británico.

### Década de 2010: Estrellato y aclamo de la crítica
Posteriormente, Mulligan protagonizó la cinta independiente The Greatest como la novia embarazada de un chico que muere. Su implicación con el proyecto «ayudó tremendamente», según el director. Después de ser seleccionada para unirse a la Academia de Artes y Ciencias Cinematográficas ganó un premio British Independent por Nunca me abandones, la adaptación de 2010 de la novela de Kazuo Ishiguro, en la que fue protagonista y narradora. Fue estrenada en septiembre de 2010 y compitió contra Wall Street 2: El dinero nunca duerme, otro de sus proyectos, dirigido por Oliver Stone. Proyectado fuera de la competencia en el Festival de Cannes 2010, fue su primer gran proyecto de estudio. Más tarde ese mismo año también prestó su voz para la canción "Write About Love", de Belle & Sebastian.

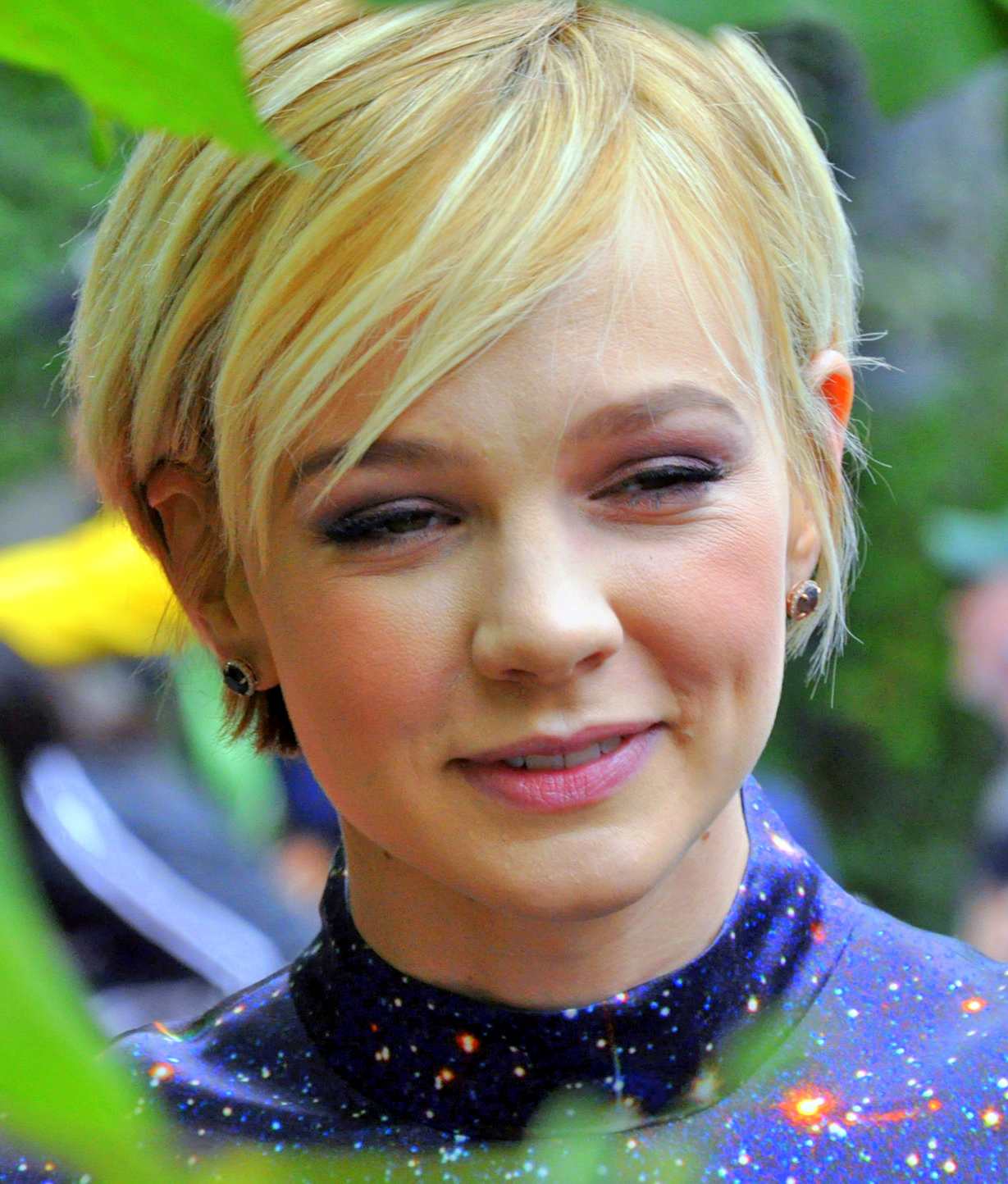
Mulligan en el Festival Internacional de Cine de Toronto de 2010

Volvió al escenario con la adaptación teatral de la película de Ingmar Bergman Såsom i en spegel presentada en el Atlantic Theater Company del 13 de mayo al 3 de julio de 2011 Interpretó el personaje principal, una mujer mentalmente inestable y recibió grandes elogios de los críticos. Ben Brantley, crítico de teatro del New York Times, escribió que su actuación fue «la actuación de más alto orden»; también la describió como «extraordinaria» y «una de las mejores actrices de su generación».
En 2011 coprotagonizó el aclamado thriller neo-noir Drive, dirigido por el cineasta danés Nicolas Winding Refn y protagonizada por Ryan Gosling y Albert Brooks. Por este papel fue nominada a su segundo premio BAFTA, pero ahora como mejor actriz de reparto. Drive cosechó un total de 4 nominaciones a los premios BAFTA, incluyendo mejor película y mejor director. Comenzó a filmar el drama acerca de sexo-adicción Shame de Steve McQueen, junto a Michael Fassbender en Nueva York en enero de 2011. Drive debutó en el Festival de Cine de Cannes de 2011 y Shame y debutó en el Festival de Cine de Venecia de 2011, ambos con buenas críticas. Por su interpretación en Shame, el crítico de cine de Rolling Stone Peter Travers escribió «Mulligan es sensacional en todos los sentidos».
Interpretó el papel de Daisy Buchanan, junto a Leonardo DiCaprio y Tobey Maguire, en la cinta El gran Gatsby, que fue estrenada en mayo de 2013. Audicionó para el papel de Daisy en el otoño de 2010. Mientras asistía a una cena de moda de Vogue en Nueva York en noviembre de 2010, la esposa de Baz Luhrmann, Catherine Martin, le dio la noticia de que consiguió el papel. En mayo de 2012, Mulligan fue copresidenta junto a Anna Wintour en la Gala "Met Ball" con temática de El gran Gatsby.
Mulligan protagonizó la cinta Far from the Madding Crowd basada en la novela homónima de Thomas Hardy, dirigida por Thomas Vinterberg y producida por Fox Searchlight. También protagonizó Suffragette de la directora Sarah Gravron y la guionista Abi Morgan, quien había trabajado previamente con ella en Shame. Se estrenó en octubre de 2015.

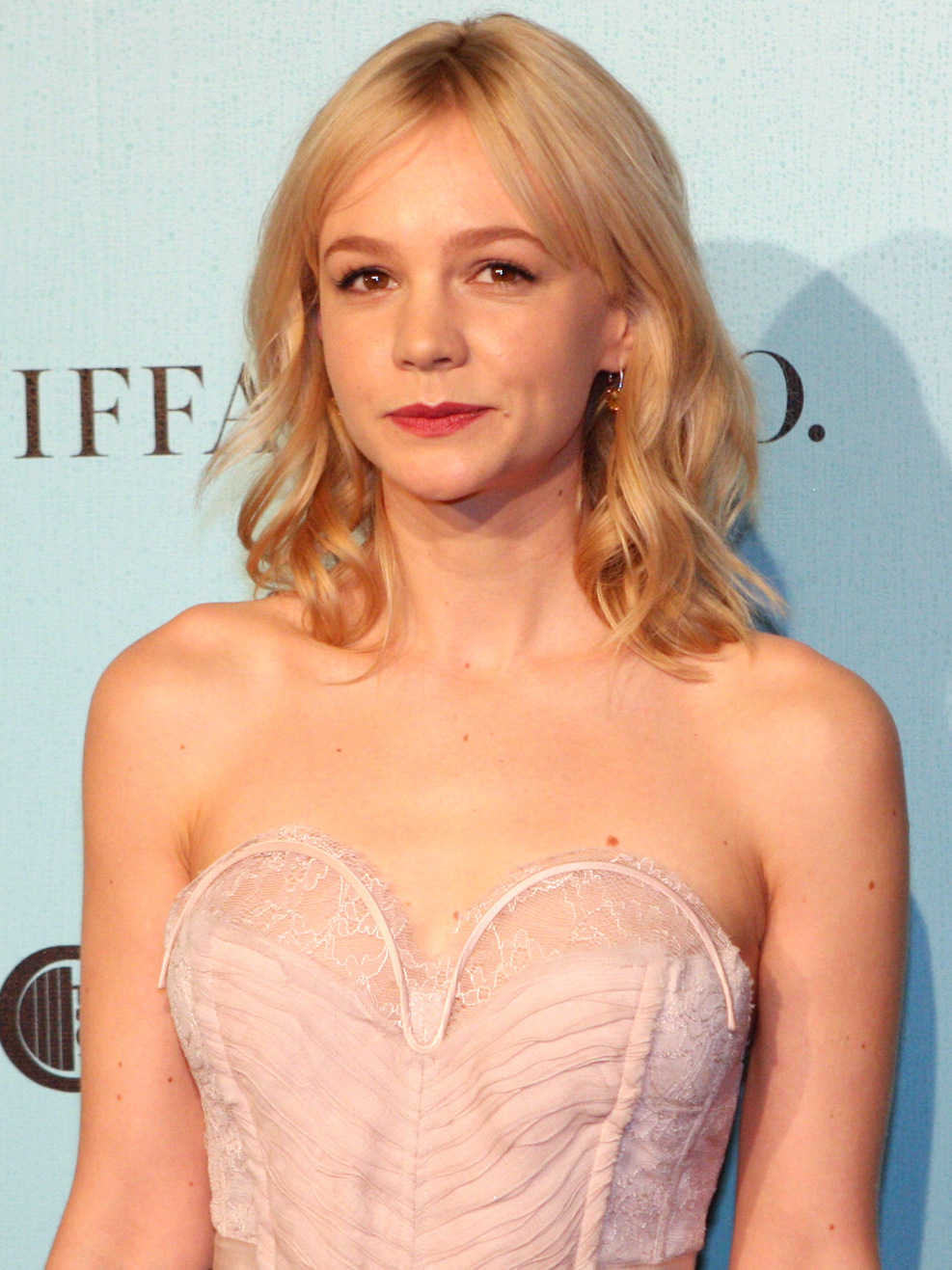
Mulligan en la premier de Sidney del El gran Gatsby en mayo de 2013

En febrero de 2014, fue anunciada como protagonista en el relanzamiento de la obra teatral Skylight junto a Bill Nighy y Matthew Beard. Fue estrenada en junio de 2014 bajo la dirección de Stephen Daldry en el Teatro Wyndham en West End, Londres. La obra fue transmitida en vivo al público en salas de cine a través de NT el 17 de julio de 2014. Ganó el Evening Standard Theatre Award de 2014 en la categoría de Revival del año y fue nominada para el Premio Olivier por Mejor Revival. Mulligan y Nighy retomaron sus papeles en Broadway cuando la obra fue transferida en abril de 2015. Su actuación como Kyra Hollis fue recibida con reconocimiento por parte de la crítica y recibió una nominación a los premios Tony como Mejor actriz principal en una obra de teatro.
Mulligan ha seguido ganando elogios por su interpretación de una amplia gama de personajes complejos. En 2015, Mulligan fue elogiada por sus papeles en dos aclamadas películas estrenadas ese año. Protagonizó la adaptación cinematográfica de Thomas Vinterberg de la novela de Thomas Hardy Lejos del mundanal ruido con Matthias Schoenaerts, Tom Sturridge y Michael Sheen, así como Suffragette de Sarah Gavron con Helena Bonham Carter, Ben Whishaw, Brendan Gleeson y Meryl Streep.
En el 2017, protagonizó Mudbound de Netflix, dirigida por Dee Rees. La película fue recibida con elogios de la crítica. En el agregador de reseñas Rotten Tomatoes, la película tiene un índice de aprobación del 97% con la lectura de consenso: "Mudbound ofrece una instantánea bien actuada y finamente detallada de la historia estadounidense cuyas escenas de la lucha de clases rural resuenan mucho más allá de su escenario de época". ] La película obtuvo cuatro nominaciones a los Premios de la Academia, incluido el de Mejor Guion Adaptado para Rees.
En 2018, protagonizó la película debut como director de Paul Dano, Wildlife, con Jake Gyllenhaal. La película fue escrita por Dano y Zoe Kazan, y es una adaptación de la novela del mismo nombre de Richard Ford. La película se estrenó en el 71.er Festival de Cine de Cannes y recibió críticas muy favorables de los críticos. La película obtuvo un 94 % en Rotten Tomatoes con la lectura de consenso: "El retrato de Wildlife de una familia en crisis está bellamente compuesto por el director Paul Dano, y cobra vida de manera brillante gracias a la mejor actuación de su carrera de Carey Mulligan".  Por su actuación, Mulligan recibió una nominación al Independent Spirit Award como Mejor Actriz.
Mulligan volvió a la televisión con su férrea actuación como detective inspectora en Collateral, una serie limitada de BBC Two, que recibió elogios de los críticos estadounidenses y británicos. Mulligan elogió al showrunner Sir David Hare por acomodar perfectamente su embarazo en el guion.
Mulligan apareció fuera de Broadway en el espectáculo individual Girls and Boys en el Minetta Lane Theatre. El programa fue escrito por Dennis Kelly y dirigido por Lyndsey Turner. Su actuación fue elogiada, y The New York Times la calificó de "perfección". Mientras promocionaba el programa en Stephen Colbert's Late Show with Stephen Colbert, Mulligan describió que se lesionó mientras bajaba el telón. Bradley Cooper, que estaba en la audiencia, visitó su backstage y la llevó a la sala de urgencias.

### Década de 2020: Nuevos éxitos y consolidación
En 2020, Mulligan protagonizó la película de suspenso y comedia negra Promising Young Woman de Emerald Fennell , junto a Bo Burnham y Alison Brie . También se desempeñó como productora ejecutiva de la película, que debutó en el Festival de Cine de Sundance 2020 con gran éxito. El sitio web Rotten Tomatoes enumera la calificación de la película en un 90%, con un consenso de críticos que dice: "Un thriller audazmente provocativo y oportuno, Promising Young Woman es un debut cinematográfico auspicioso para la escritora y directora Emerald Fennell, y un punto culminante de la carrera de Carey Mulligan". Debido a la pandemia de COVID-19, el estreno de la película se retrasó hasta el 25 de diciembre de 2020. Por su actuación, recibió su segunda nominación al Premio de la Academia a la Mejor Actriz y ganó el premio Critics' Choice Movie Award a la Mejor Actriz, entre muchos otros honores. Después de ganar la Mejor Protagonista Femenina en los 36th Independent Spirit Awards, Mulligan dedicó su premio a la fallecida Helen McCrory.

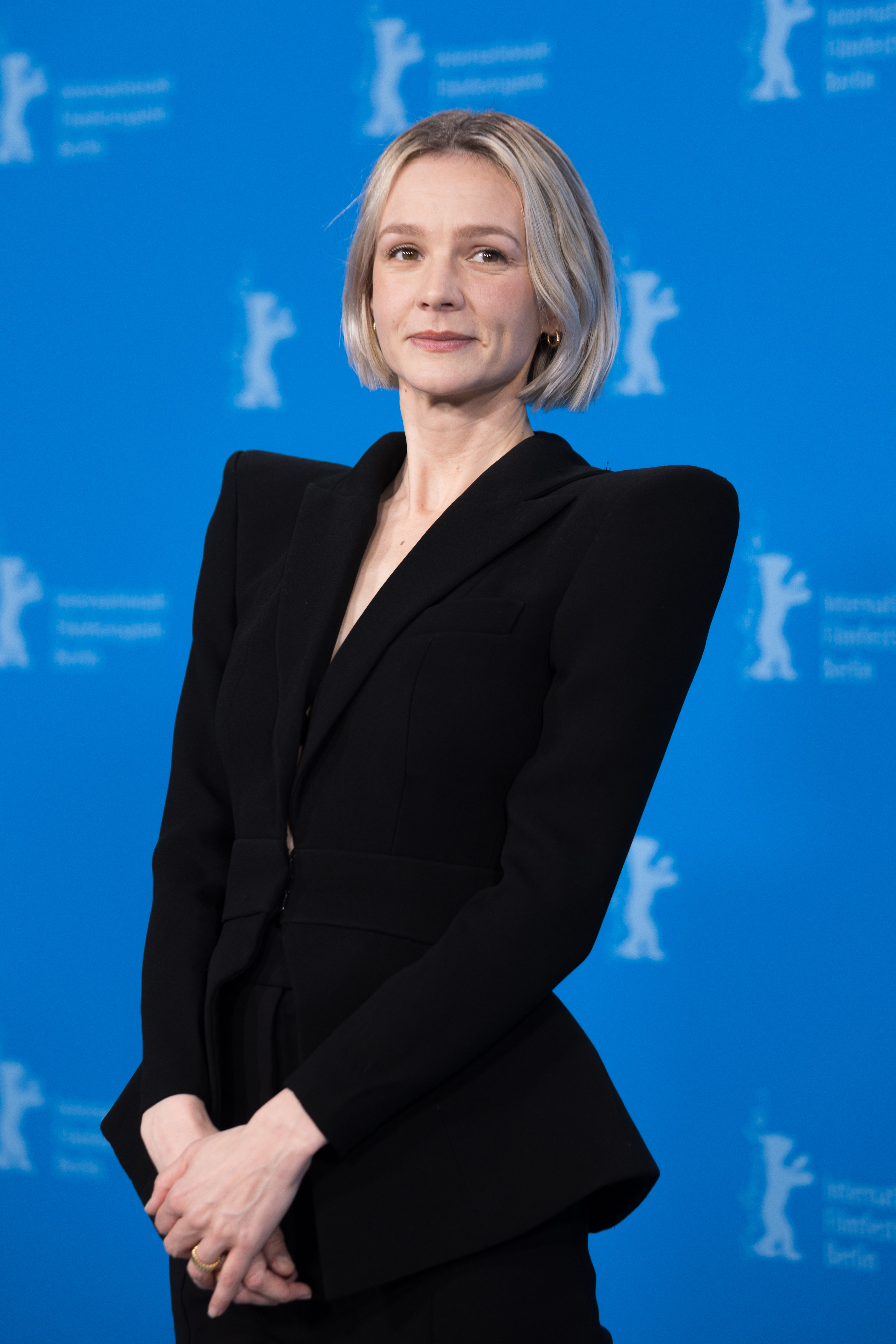
Mulligan, en la premier de Spaceman, en 2024.

En 2021, Mulligan reemplazó a Nicole Kidman en The Dig, una película sobre los eventos de la excavación de Sutton Hoo en 1939, coprotagonizada por Ralph Fiennes y Lily James. Recibió un lanzamiento limitado en el Reino Unido el 15 de enero de 2021, seguido de un lanzamiento de transmisión a través de Netflix el 29 de enero de 2021.
En 2023, Mulligan interpretó a Felicia Montealegre en Maestro (2023), dirigida por Bradley Cooper, una película biográfica sobre la relación entre Montealegre y su esposo Leonard Bernstein (interpretado por Cooper). Por su interpretación de Montealegre, recibió su tercera nominación al Premio Óscar a la Mejor Actriz, entre otros honores. También jugó un pequeño papel en el segundo largometraje de Fennell, Saltburn (2023), por el que Variety la consideró una "ladrona de escenas".
Su siguiente lanzamiento fue una adaptación de la novela de ciencia ficción Spaceman (2024) para Netflix, coprotagonizada por Adam Sandler. La película tuvo su estreno mundial en el 74.º Festival Internacional de Cine de Berlín y recibió críticas en su mayoría mixtas.
En 2024, se anunció la incorporación de Mulligan en un papel de voz en la película animada stop-motion de Laika, Wildwood (2025), basada en la novela de fantasía del mismo nombre. Mulligan también protagonizará The Ballad of Wallis Island (2025), una comedia británica basada en el cortometraje The One and Only Herb McGwyer Plays Wallis Island; y en la segunda temporada de la serie antológica de Netflix, Bronca, junto a Oscar Isaac, Cailee Spaeny o Charles Melton.

## Vida personal
En 2010 comenzó una relación con el actor Shia LaBeouf, a quien conoció durante el rodaje de Wall Street 2: el dinero nunca duerme, pero finalizó un año después. 
En 2012 contrajo matrimonio con Marcus Mumford, cantante principal de la banda Mumford & Sons. Eran amigos de la infancia, perdieron contacto y siendo adultos lo recuperaron. Se casaron el 21 de abril de 2012, unas semanas después de concluir la producción de la película Inside Llewyn Davis de los hermanos Coen, en la que ambos estuvieron involucrados.Tienen dos hijas nacidas en 2015 y 2023, y un hijo nacido en 2017.

## Trabajo en la caridad
Aparte de la actuación, fue una de las actrices que participó en Safe Project (fue fotografiada en el lugar donde se sentía más segura), una serie de 2010 para crear conciencia acerca del tráfico sexual. Donó el vestido Vionnet que llevaba en la ceremonia de los premios BAFTA de 2010 a la Curiosity Shop, una tienda que vende sus donaciones para recaudar fondos para Oxfam. Mulligan se convirtió en embajadora de la Alzheimer's Society en 2012, una organización con el objetivo de crear conciencia y fondos para la investigación de la enfermedad del Alzheimer y la demencia. Su abuela sufre de Alzheimer y ya no la reconoce. Participó en el Memory Walk del Alzheimer's Society de 2012 y fue uno de los corredores patrocinados por el Alzheimer's Society en el medio maratón de Nike Run to the Beat de Londres en 2013.

## Filmografía
- 2005: Orgullo y prejuicio
- 2005: Bleak House
- 2006: Agatha Christie's Marple
- 2006: The Amazing Mrs Pritchard
- 2006: Waking the Dead
- 2006: Trial & Retribution
- 2007: La abadía de Northanger
- 2007: Doctor Who
- 2007: And When Did You Last See Your Father?
- 2007: My Boy Jack
- 2009: The Greatest
- 2009: An Education
- 2009: Enemigos públicos
- 2009: Brothers
- 2010: Wall Street 2: El dinero nunca duerme
- 2010: Nunca me abandones
- 2011: Drive
- 2011: Shame
- 2013: El gran Gatsby
- 2013: Inside Llewyn Davis
- 2014: The Spoils of Babylon
- 2015: Far from the Madding Crowd
- 2015: Suffragette
- 2017: Mudbound
- 2018: Wildlife
- 2018: Collateral
- 2020: Promising Young Woman
- 2021: The Dig
- 2022: She Said
- 2023: Maestro
- 2023: Saltburn
- 2024: Spaceman
- 2025:  The Ballad of Wallis Island

## Premios y distinciones
Premios Óscar
| Año  | Categoría    | Película              | Resultado |
| ---- | ------------ | --------------------- | --------- |
| 2009 | Mejor actriz | An Education          | Nominada  |
| 2020 | Mejor actriz | Promising Young Woman | Nominada  |
| 2023 | Mejor actriz | Maestro               | Nominada  |

Globos de Oro
| Año  | Categoría               | Película              | Resultado |
| ---- | ----------------------- | --------------------- | --------- |
| 2009 | Mejor actriz - Drama    | An Education          | Nominada  |
| 2020 | Mejor actriz - Drama    | Promising Young Woman | Nominada  |
| 2022 | Mejor actriz de reparto | She Said              | Nominada  |
| 2023 | Mejor actriz - Drama    | Maestro               | Nominada  |

Premios BAFTA
| Año  | Categoría                             | Película                              | Resultado |
| ---- | ------------------------------------- | ------------------------------------- | --------- |
| 2009 | Mejor actriz                          | An Education                          | Ganadora  |
| 2009 | Premio Orange a la estrella emergente | Premio Orange a la estrella emergente | Nominada  |
| 2011 | Mejor actriz de reparto               | Drive                                 | Nominada  |
| 2022 | Mejor actriz de reparto               | She Said                              | Nominada  |
| 2023 | Mejor actriz                          | Maestro                               | Nominada  |

Sindicato de Actores
| Año  | Categoría     | Película              | Resultado |
| ---- | ------------- | --------------------- | --------- |
| 2009 | Mejor reparto | An Education          | Nominada  |
| 2009 | Mejor actriz  | An Education          | Nominada  |
| 2017 | Mejor reparto | Mudbound              | Nominada  |
| 2020 | Mejor actriz  | Promising Young Woman | Nominada  |
| 2023 | Mejor actriz  | Maestro               | Nominada  |

Premio de la Crítica Cinematográfica
| Año  | Categoría               | Película              | Resultado |
| ---- | ----------------------- | --------------------- | --------- |
| 2009 | Mejor actriz            | An Education          | Nominada  |
| 2011 | Mejor actriz de reparto | Shame                 | Nominada  |
| 2020 | Mejor actriz            | Promising Young Woman | Ganadora  |
| 2023 | Mejor actriz            | Maestro               | Nominada  |

National Board of Review
| Año  | Categoría    | Película              | Resultado |
| ---- | ------------ | --------------------- | --------- |
| 2009 | Mejor actriz | An Education          | Ganadora  |
| 2020 | Mejor actriz | Promising Young Woman | Ganadora  |

Independent Spirit
| Año  | Categoría                             | Película              | Resultado |
| ---- | ------------------------------------- | --------------------- | --------- |
| 2017 | Premio Robert Altman al mejor reparto | Mudbound              | Ganadora  |
| 2018 | Mejor actriz                          | Wildlife              | Nominada  |
| 2020 | Mejor actriz                          | Promising Young Woman | Ganadora  |

Satellite
| Año  | Categoría               | Película              | Resultado |
| ---- | ----------------------- | --------------------- | --------- |
| 2009 | Mejor actriz            | An Education          | Nominada  |
| 2011 | Mejor actriz de reparto | Shame                 | Nominada  |
| 2015 | Mejor actriz            | Suffragette           | Nominada  |
| 2020 | Mejor actriz            | Promising Young Woman | Nominada  |
| 2023 | Mejor actriz            | Maestro               | Nominada  |

AACTA International
| Año  | Categoría    | Película              | Resultado |
| ---- | ------------ | --------------------- | --------- |
| 2020 | Mejor actriz | Promising Young Woman | Ganadora  |